# Neckarkatzenbach

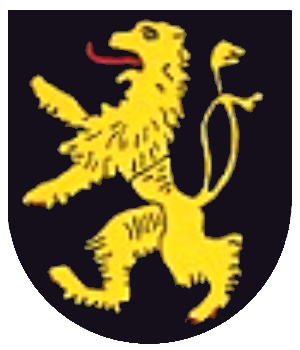
Wappen von Neckarkatzenbach

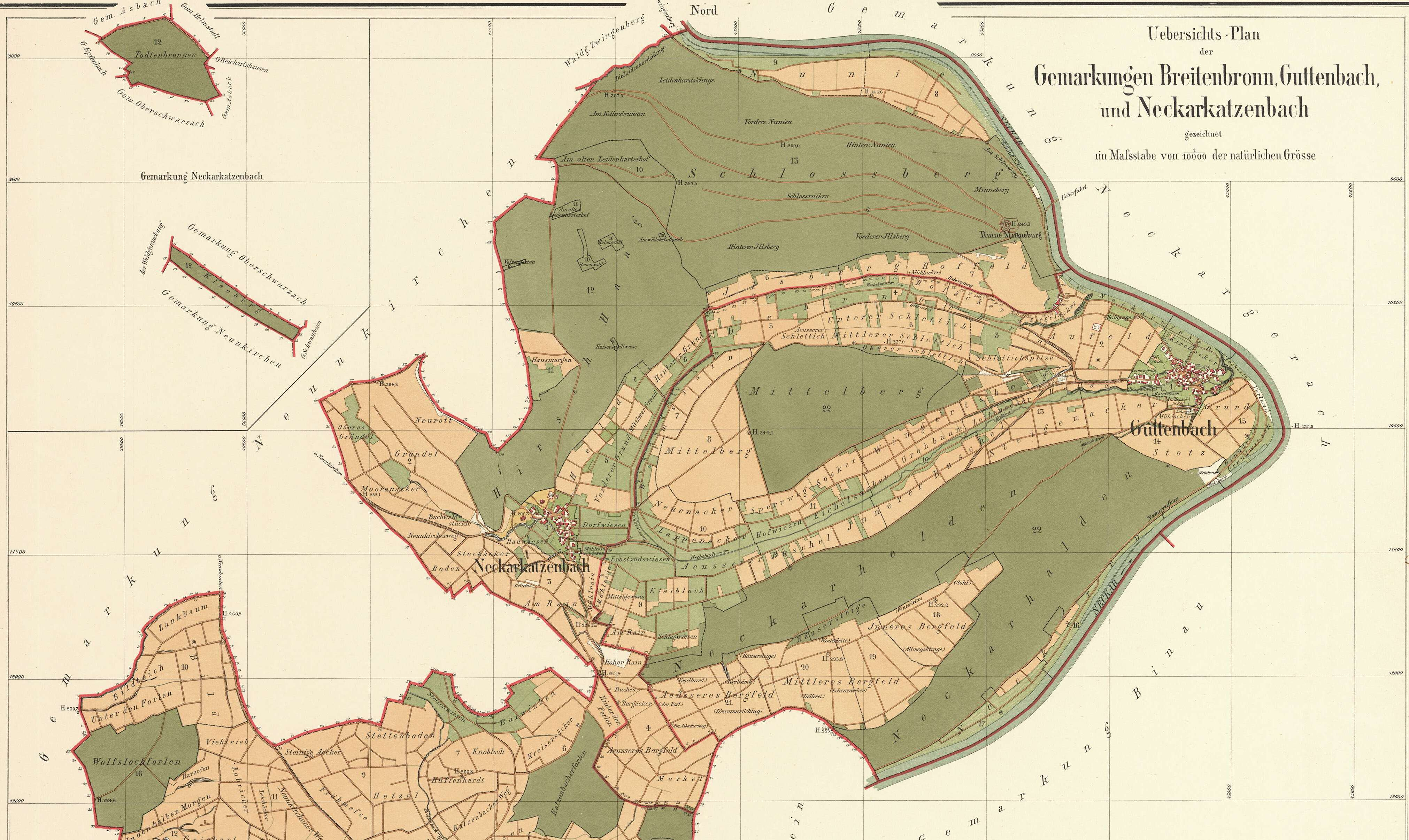
Gemarkung Neckarkatzenbach, Stand 1889

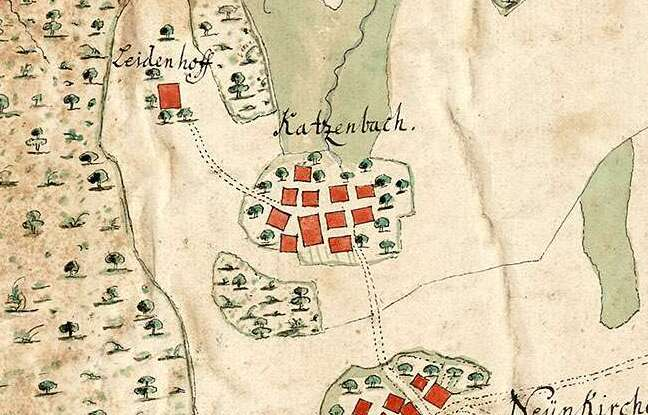
Neckarkatzenbach auf einer Karte von 1748

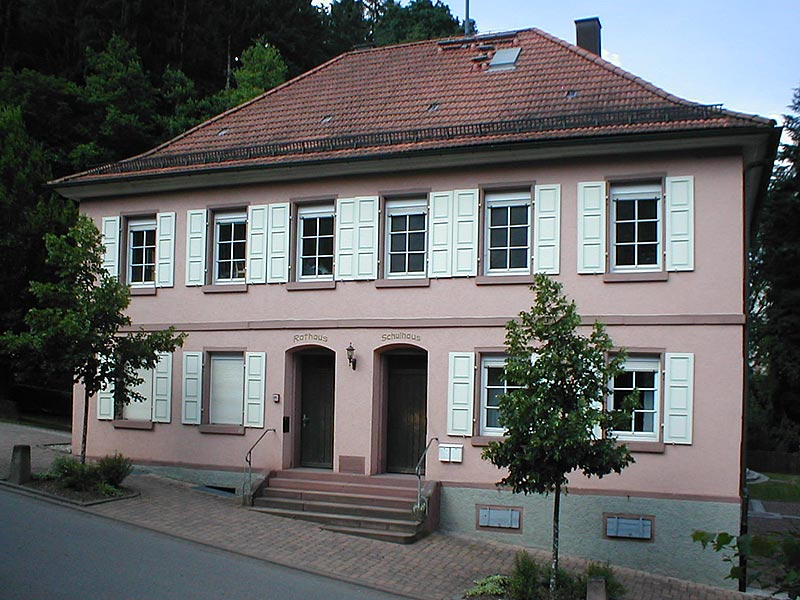
Das Rathaus von Neckarkatzenbach

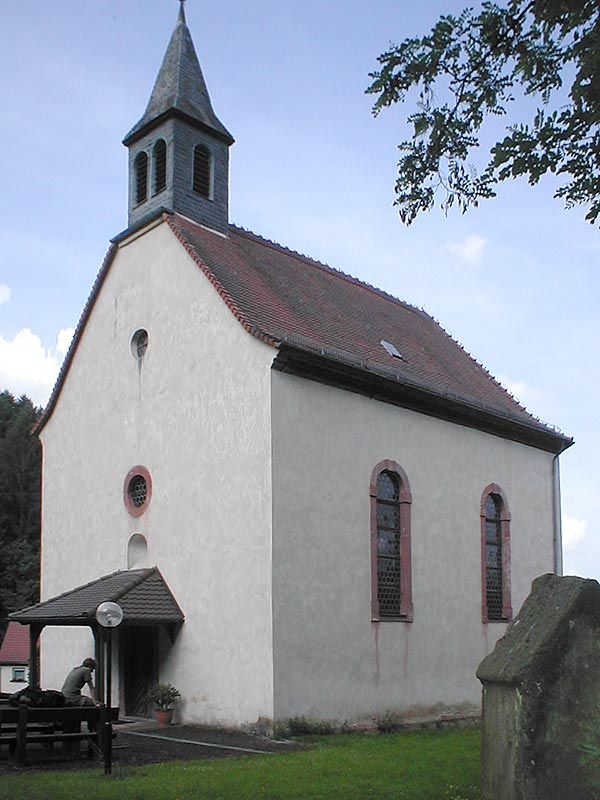
Evangelische Kirche von Neckarkatzenbach

Neckarkatzenbach ist eine Ortschaft im Nordwesten von Baden-Württemberg. Es bildet heute einen Teil der Gemeinde Neunkirchen im Neckar-Odenwald-Kreis.

## Geographie
Neckarkatzenbach liegt am südöstlichen Rand des kleinen Odenwalds an einer trockengefallenen Flussschlinge des Neckars, der weiter östlich verläuft. Durch den kleinen Ort fließt der Klingenbach.
Benachbarte Gemeinden (auch ehemalige) sind, beginnend im Osten und dann im Uhrzeigersinne, Guttenbach, Mörtelstein, Breitenbronn, Neunkirchen, Guttenbach, die Waldgemarkung Zwingenberg und Neckargerach.
Hinzu kommen zwei kleinere Wälder, die Exklaven bilden. Kleeberg grenzt an Oberschwarzach, Schwanheim und Neunkirchen,  Todtenbronnen an Helmstadt, Reichartshausen, Asbach, Oberschwarzach und Epfenbach.

## Geschichte
Neckarkatzenbach bildet einen Ausbauort des Frühmittelalters. Um 1080 wurde es urkundlich erstmals erwähnt, der Name bezieht auf das Vorkommen von Katzen. Die Ergänzung des Flusses ist jüngeren Datums, sie dient der Unterscheidung zu Waldkatzenbach.
Neckarkatzenbach zählte zur Stüber Zent. Nachdem sie mehrfach verpfändet worden war, kam sie 1380 zur Kurpfalz. Mit deren Auflösung 1803 fiel der Ort an Baden.
Die Ortsherrschaft stand in einem Bezug zur Minneburg, die im 14. Jahrhundert im Wald im Osten des Ortes errichtet wurde.

### Demographie
Einwohnerzahlen nach dem jeweiligen Gebietsstand.
| Jahr | Einwohnerzahl |
| ---- | ------------- |
| 1852 | 208           |
| 1871 | 213           |
| 1880 | 193           |
| 1890 | 176           |
| 1900 | 193           |
| 1910 | 197           |
| 1925 | 189           |
| 1933 | 177           |
| 1939 | 169           |
| 1950 | 246           |
| 1956 | 189           |
| 1961 | 192           |
| 1970 | 159           |
| 2011 | 162           |

## Verwaltungszugehörigkeit
Zu Zeiten der Kurpfalz gehörte Neckarkatzenbach zu einer Kellerei, die ihren Sitz auf der Minneburg hatte.
In Baden kam der Ort zunächst zum Amt Neckarschwarzach, 1813 zum Zweiten Landamt Mosbach. Da dieses 1822 aufgelöst wurde, wechselte Neckarkatzenbach zum Bezirksamt Mosbach, aus dem 1939 der gleichnamige Landkreis wurde.

## Gemeinde
Neckarkatzenbach hatte früher eine eigenständige Gemeinde gebildet. Im April 1972 wurde es nach Neunkirchen eingemeindet.

## Verkehr
Durch Neckarkatzenbach verläuft die Landesstraße 633, die Unterschwarzach im Westen mit Neckargerach im Osten verbindet.

## Religiöses
In Neckarkatzenbach stehen zwei Kirchen, von denen die Evangelische Liebfrauenkirche unter Denkmalschutz steht.